# Tragacantha geminiflora
Tragacantha geminiflora là một loài thực vật có hoa trong họ Đậu. Loài này được (Bonpl.) Kuntze miêu tả khoa học đầu tiên năm 1891.